# Comuna Poceapînți, Jmerînka
Poceapînți (în ucraineană Почапинці) este o comună în raionul Jmerînka, regiunea Vinnița, Ucraina, formată din satele Poceapînți (reședința), Sloboda și Zorînți.

## Demografie
Componența lingvistică a satului Poceapînți
     Ucraineană (99,27%)
     Alte limbi (0,73%)
Conform recensământului din 2001, majoritatea populației satului Poceapînți era vorbitoare de ucraineană (99,27%), existând în minoritate și vorbitori de alte limbi.